# Лагутин, Денис Алексеевич
Дени́с Алексе́евич Лагу́тин (род. 13 октября 1986, Волгоград) — спортивный маркетолог, наиболее известен как игрок «Что? Где? Когда?», обладатель «Хрустальной совы» и «Бриллиантовой совы».

## Биография
Денис Лагутин родился 13 октября 1986 года в Волгограде.
Окончил Волгоградский государственный университет по специальности «Социология» и бизнес-школу RMA по специальности «Менеджмент в игровых видах спорта».
С марта 2020 по август 2022 года работал в ФК «Динамо» (Москва) руководителем направления маркетинговых коммуникаций. До этого в разное время работал директором по маркетингу баскетбольного клуба «Красный Октябрь» (Волгоград), главой маркетингового направления баскетбольного клуба «Локомотив-Кубань» (Краснодар), руководителем направления маркетинговых коммуникаций в ФК «Локомотив» (Москва) и директором по маркетингу баскетбольного клуба «Зенит» (Санкт-Петербург).
В августе 2022 года присоединился к команде Sports.ru в качестве руководителя медиафутбольного направления.

## «Что? Где? Когда?»
Дебютировал в телеигре «Что? Где? Когда?» в 2015 году в составе команды Алены Повышевой. В двух первых своих играх при счете 1:3 в пользу телезрителей дал правильный ответ, сократив отставание знатоков. Обе эти игры закончились победой команды Повышевой.
Всего в команде Алены Повышевой провёл 10 игр, в половине из которых команда одержала победу. Два раза в составе команды Повышевой играл в финалах серии (летняя серия 2016 и осенняя серия 2018), обе эти игры закончились поражением знатоков.
В сезоне 2020 года в составе команды Повышевой был заменён на магистра Максима Поташёва и не должен был выступать в играх сезона. Но во второй половине года в составе команды Алеся Мухина Лагутин заменил ушедшего из клуба Михаила Малкина и принял участие в трёх играх. В первой же игре в составе команды Мухина впервые в своей карьере был признан лучшим игроком. Во второй игре (из-за болезни Мухина прошедшей под капитанством Николая Крапиля) принёс победу команде, ответив на решающий вопрос игры, что позволило команде Алеся Мухина выйти в финал года.
Зимой 2020 года впервые принял участие в финале года. При счете 4:4 на последних секундах обсуждения придумал правильный ответ на вопрос об одном из клубных призов. Игра закончилась со счетом 6:4 в пользу знатоков. По правилам клуба, команда, одержавшая победу в финальной игре, проходящей в год юбилея телепередачи, стала обладателем приза «Хрустальное гнездо»: все игроки команды получили статус обладателя «Хрустальной совы».
Был объявлен как один из кандидатов на получение приза за самый яркий ответ сезона (приз в итоге достался игроку команды Андрея Козлова Михаилу Муну).
Во время голосования за лучшего игрока года голоса распределились следующим образом: защитник интересов знатоков Андрей Черемисинов, а также магистры Елизавета Овдеенко и Максим Поташев проголосовали за Николая Крапиля, Александр Друзь отдал свой голос Алесю Мухину, а магистры Андрей Козлов и Виктор Сиднев проголосовали за Дениса Лагутина. Решением ведущего игры Денис Лагутин был признан лучшим игроком года и стал девятым в истории клуба знатоком-обладателем приза «Бриллиантовая сова».
В 2021 году продолжил выступление в составе команды Мухина, сыграл 4 игры, две из которых завершились победой знатоков.
В феврале 2022 года объявил о прекращении участия в играх на Первом канале.

## Спортивное «Что? Где? Когда?»
Активный игрок в спортивную версию игры «Что? Где? Когда?».
Выступал за команды «Им. Микки Мауса» (Волгоград), «Смерть верхом на лошади» (Волгоград), «Мираж» (Самара), «Дирекция тяги» (Краснодар), «Ни стыда, ни совести» (Краснодар), «Инвертированный вингер» (Москва).
В составе команды «Мираж» (Самара) дважды принимал участия в Чемпионатах мира. Наивысшее достижение — 4-е место на Чемпионате Мира (2013), 5-е место на Чемпионате России (2015).
В период 2010—2018 активно выступал в качестве редактора и автора вопросов для различных турниров, в том числе Открытого всероссийского синхронного чемпионата и синхронного турнира «Кубок чемпионов».